# Trần Bình Trọng
Trần Bình Trọng (chữ Hán: 陳平仲, 1259 - 26 tháng 2, 1285) là một danh tướng nhà Trần, có công lớn hộ giá bảo vệ cho Trần Thánh Tông và Trần Nhân Tông trong cuộc chiến với quân Nguyên-Mông vào năm 1285. Ông hy sinh khi chặn quân Nguyên ở bãi Đà Mạc, được truy phong làm Bảo Nghĩa vương (保義).

## Xuất thân
Bảo Nghĩa vương Trần Bình Trọng thuộc dòng dõi Đại Hành Hoàng Đế Lê Hoàn, sinh ở xã Bảo Thái, nay thuộc xã Liêm Cần, huyện Thanh Liêm, tỉnh Hà Nam. Vợ Trần Bình Trọng là công chúa Thụy Bảo, con gái của Trần Thái Tông. Công chúa đã có một đời chồng trước là Uy Văn vương Trần Toại, sau khi Toại mất thì công chúa được gả cho Bình Trọng. Sau này, con gái của Trần Bình Trọng, Chiêu Từ Hoàng hậu, là mẹ của Trần Minh Tông.
Sử sách không ghi chép cha mẹ ông là ai. Tuy nhiên, PGS Trần Bá Chí căn cứ vào Lê triều miêu duệ và Cổ Mai bi ký cho rằng cha ông là danh tướng Lê Phụ Trần, mẹ ông là nữ đế Lý Chiêu Hoàng. Lê Phụ Trần là người lập công lớn trong cuộc chiến chống Nguyên Mông lần thứ nhất 1258, nên được Trần Thái Tông gả Chiêu Thánh công chúa.

## Trận đánh chiến lược
Tháng 1 năm 1285, 50 vạn quân Nguyên Mông do Trấn Nam Vương Thoát Hoan, con trai của Hoàng đế nhà Nguyên Hốt Tất Liệt, cầm đầu chia quân làm hai cánh tấn công xâm lược Đại Việt. Quân Nguyên Mông là đạo quân cực kỳ thiện chiến, nhanh chóng chiếm ưu thế tuyệt đối trước quân Đại Việt.
Sau thất bại trong vài trận đánh mở màn, tổng tư lệnh quân Đại Việt, Quốc công tiết chế Hưng Đạo Vương Trần Quốc Tuấn quyết định lui quân về giữ Vạn Kiếp (nay thuộc vùng Vạn Yên, Chí Linh, Hải Dương). Sau đó, quân Đại Việt lui về Thăng Long, nhưng cũng không giữ được trước sức tấn công ồ ạt của quân Nguyên. Hưng Đạo Vương quyết định rút khỏi Thăng Long, lui về Thiên Trường (nay là tỉnh Nam Định). Trần Bình Trọng được Hưng Đạo Đại Vương và Lưỡng cung (tức Trần Thánh Tông và Trần Nhân Tông) giao cho một nhiệm vụ nặng nề: giữ vùng Đà Mạc - Thiên Mạc, ngăn chặn và cầm chân quân Nguyên, đảm bảo cho bộ chỉ huy quân kháng chiến rút lui an toàn và bí mật, không để lại dấu vết.
Tư lệnh quân Nguyên là Thoát Hoan đặc biệt ưu tiên cho cánh quân truy đuổi này với hai đạo cả thủy lẫn bộ đều do những tướng giỏi, hữu thừa Khoan Triệt và tả thừa Lý Hằng cùng Ô Mã Nhi, chỉ huy, đều dùng quân khinh kỵ và thuyền nhẹ để truy đuổi bằng được hai vua Trần.
Trần Bình Trọng đã tổ chức cuộc đánh chặn ngay tại bãi Thiên Mạc. Do sự chênh lệch quá lớn về quân số, Trần Bình Trọng bị bắt, nhưng trận đánh là một thắng lợi cực kỳ quan trọng về mặt chiến lược với cuộc kháng chiến kể từ khi đó, quân Nguyên hoàn toàn mất dấu bộ chỉ huy kháng chiến.

## Cái chết
Sau khi bắt được Trần Bình Trọng, tướng Nguyên tìm mọi cách để khai thác thông tin, dọa nạt, dụ dỗ ông. Tuy nhiên, Trần Bình Trọng kiên quyết không khuất phục. Khi được hỏi có muốn làm vương đất Bắc hay không, Trần Bình Trọng khẳng khái trả lời:
| “ | Ta thà làm ma nước Nam, chứ không thèm làm vương đất Bắc. Ta đã bị bắt thì chỉ có chết mà thôi, can gì mà phải hỏi lôi thôi. | ” |

Không thể khuất phục được Trần Bình Trọng, quân Nguyên buộc phải giết ông vào ngày 21 tháng Giêng năm Ất Dậu (26-2-1285)?, còn Đại Việt Sử ký Toàn thư (Bản kỷ quyển 5) Lưu trữ ngày 5 tháng 4 năm 2023 tại Wayback Machine và Khâm định Việt sử thông giám Cương mục (Chính biên quyển thứ 7) Lưu trữ ngày 15 tháng 10 năm 2007 tại Wayback Machine đều chép là tháng 2 (âm lịch) năm 1285. Năm đó, Trần Bình Trọng 26 tuổi.

## Đánh giá

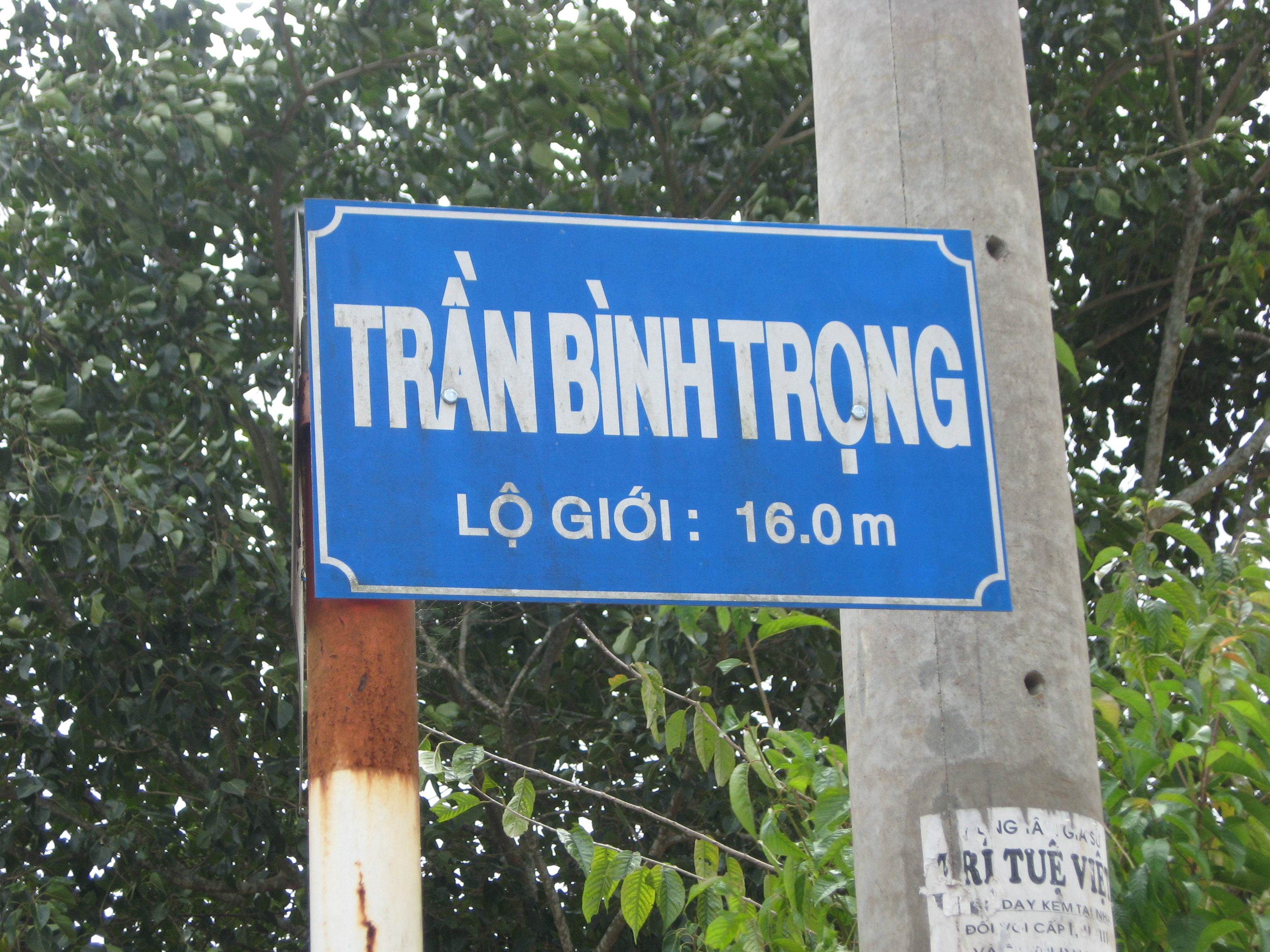
Đường Trần Bình Trọng ở Đà Lạt

Trần Bình Trọng được các sử gia đời sau đánh giá rất cao vì lòng trung thành với đất nước và Hoàng đế nhà Trần, trở thành một ví dụ điển hình cho lòng anh dũng khẳng khái, được truy phong làm Bảo Nghĩa vương (保義王).
Hiện nay ở các thành phố lớn như Hà Nội, Hải Phòng, Hồ Chí Minh, Đà Nẵng, Hạ Long, Uông Bí, Đà Lạt... đều có những đường phố và trường học mang tên ông. Tên Trần Bình Trọng còn được lấy đặt cho nhiều địa danh khác trên khắp Việt Nam.

## Trong các tác phẩm văn học
Có hai bài thơ nổi tiếng viết về Trần Bình Trọng của Trần Tuấn Khải và Phan Kế Bính. Nội dung bài thơ của Phan Kế Bính như sau:
Giỏi thay Trần Bình Trọng!
Dòng dõi Lê Đại Hành.
Đánh giặc dư tài mạnh,
Thờ vua một tiết trung.
Bắc vương sống mà nhục,
Nam quỷ thác cũng vinh.
Cứng cỏi lòng trung nghĩa.
Ngàn thu tỏ đại danh.
Ngoài ra, còn có một tiểu thuyết, Bên bờ Thiên Mạc, của nhà văn Hà Ân viết về Trần Bình Trọng và trận đánh của ông.